# Zarița, Silistra
Zarița (în bulgară Зарица, în română Camerler) este un sat în comuna Glavinița, regiunea Silistra, Dobrogea de Sud, Bulgaria. Între anii 1913-1940 a făcut parte din plasa Accadânlar a județului Durostor, România. 

## Demografie
Componența etnică a satului Zarița
     Turci (96,08%)
     Nicio identificare (2,99%)
     Altele (0,92%)
La recensământul din 2011, populația satului Zarița era de 434 locuitori. Din punct de vedere etnic, majoritatea locuitorilor (96,08%) erau turci. Pentru 2,99% din locuitori nu este cunoscută apartenența etnică.

### Recensământul românesc din 1930
Componența etnică a comunei Camerler (județul Durostor)
     Români (11,94%)
     Turci (81,31%)
     Romi (6,35%)
     Altă etnie (0,4%)
Componența confesională a comunei Camerler
     Ortodocși (12,14%)
     Musulmani (87,66%)
     Greco-catolici (0,2%)
Conform recensământului efectuat în 1930, populația comunei Camerler se ridica la 519 locuitori. Majoritatea locuitorilor erau turci (81,31%), cu o minoritate de români (11,94%) și una de romi (6,35%). Alte persoane s-au declarat: maghiari (1 persoană) și bulgari (1 persoană). Din punct de vedere confesional, majoritatea locuitorilor erau musulmani (87,66%), dar existau și ortodocși (12,14%) și greco-catolici (0,2%).